# Chrysoclystis
Chrysoclystis is een geslacht van vlinders van de familie spanners (Geometridae), uit de onderfamilie Larentiinae.

## Soorten
- C. morbosa Prout, 1926
- C. perornata Warren, 1896